# Roan
Roan je barva kožuha oziroma barvni vzorec nekaterih domačih živali.

## Opis
Roan barve so tiste živali, pri katerih so dlake bele barve dokaj enakomerno pomešane med dlakami druge barve. Vzorec ni lisast (glej npr. črno belo govedo). Ustreznega slovenskega izraza ni. Najbolj znani roan vzorci se pojavljajo pri nekaterih pasmah goveda, konja in psa.

## Pri govedu in konju
Pri govedu se roan vzorec pojavlja zlasti pri belgijskem plavem in shorthorn govedu. Vzročna mutacija se nahaja na genu MGF (mast cell growth factor, alternativno ime KITLG), roan vzorec imajo heterozigotne živali (ena mutirana in ena nemutirana različica), homozigotne živali so bele (dve mutirani različici).
Pri konju vzročna mutacija še ni bila določena, vsekakor se nahaja v ali ob genu KIT, katerega proteinski produkt sodeluje v isti metabolni poti kot prej omenjen KITLG. Pri konju so roan heterozigiti, homozigoti z obema mutiranima različicama pa ne preživijo, propadejo že v maternici (letalna mutacija). Pri roan vzorcu ne gre za sivenje, kot na primer pri lipicancih, bele dlake so prisotne od rojstva do smrti.

## Pri psu
Vzročni gen(i) za roan vzorec, ki je značilen za nekatere pasme psov, še ni bil določen.